# دووم (فلم)
دووم (بالهندية: धूम) (بالإنجليزية: Dhoom) هو فيلم إثارة وأكشن باللغة الهندية صدر عام 2004 من إخراج سانجاي جادفي وإنتاج أديتيا شوبرا، الذي كتب القصة بنص فيجاي كريشنا أشاريا، تحت إشراف شركة ياش راج فيلم. الفيلم من بطولة أبهيشيك باتشان وجون أبراهام وأوداي تشوبرا وإيشا ديول وريمي سين. إنه الجزء الأول من سلسلة أفلام دووم. تم التصوير السينمائي والمونتاج بواسطة نيراف شاه وراميشوار إس بهاجات، بينما تم تأليف الموسيقى التصويرية والموسيقى التصويرية بواسطة بريتام وسليم-سليمان على التوالي.
كان فيلم دووم أول فيلم أكشن تنتجه شركة ياش راج فيلم منذ فيلم فيجاي للمخرج ياش تشوبرا. تدور أحداث الفيلم حول عصابة من اللصوص على دراجات نارية، بقيادة كابير (جون أبراهام)، الذين ينفذون عمليات سطو في مومباي، بينما يتم تكليف الشرطي جاي ديكسيت (أبهيشيك باتشان) وتاجر الدراجات النارية علي أكبر فاتح خان (أوداي تشوبرا) بإيقاف كابير وعصابته.
تم إصدار فيلم دووم في 27 أغسطس 2004 وسط آراء متباينة من النقاد، حيث أشاد النقاد بأدائه ومشاهد الحركة والموسيقى التصويرية، ولكن انتقدوا سيناريو الفيلم وتمت مقارنته سلبًا بأفلام هوليوود الأخرى مثل فاست أند فيريوس وديث ريس وأوشنز. حقق الفيلم نجاحًا تجاريًا حيث حقق أكثر من 290 مليون روبية (3.5 مليون دولار أمريكي) في الهند، وبالتالي أصبح ثالث أعلى فيلم هندي ربحًا في عام 2004. كما حقق مكانة عبادة على مر السنين منذ إصداره.
في حفل توزيع جوائز فيلم فير الخمسين، تلقى فيلم دووم ستة ترشيحات، بما في ذلك أفضل فيلم، وأفضل شرير (جون أبراهام) وأفضل مخرج موسيقي (بريتام)، وفاز بجائزتين - أفضل مونتاج وأفضل تصميم صوتي.
أدى الفيلم إلى سلسلة أفلام مع تكملاته بعنوان دووم 2 ودووم 3، حيث أعاد أبهيشيك باتشان وأوداي تشوبرا تمثيل أدوارهما كجاي ديكسيت وعلي أكبر خان.

## نبذة عن الفيلم
يدور الفيلم عن عصابة مختصة في سرقة المؤسسات المالية والبنوك، وهذا ما جعل الشرطة محبطة حتى وظفت شرطي نزيه مختص في مثل هذه القضايا جاي ديكشيت (أبهيشيك)، وهو من سيخوض لعبة الفرار مع العصابة حتى يمسك بهم في النهاية.
وقد حاولو القيام بمخاطرات كبيرة في البداية وفيما بعد امسكهم.

## حبكة
في مومباي، تُنفذ عصابة من سائقي الدراجات النارية سلسلة من عمليات السطو الجريئة، تستهدف البنوك والمركبات المدرعة قبل أن يلوذوا بالفرار عبر الطريق السريع الغربي. تولى المفتش شيخار شارما القضية في البداية، لكنه لم يُحرز أي تقدم. يُستدعى مساعد مفوض الشرطة جاي ديكسيت، وهو ضابط حازم وذكي، لقيادة التحقيق.
يلجأ جاي إلى علي، سائق سباقات الشوارع ومالك ورشة سيارات، بعد أن شاهد مهاراته في القيادة خلال مشاجرة في منطقة سوق رمادية. على الرغم من الاشتباه في انتماء علي للعصابة في البداية، إلا أنه يُبرأ بعد وقوع عملية سطو أثناء احتجازه. يدرك جاي أن طرق هروب العصابة دائمًا ما تكون قريبة من الطريق السريع، فيستنتج هدفهم التالي.
يقود العصابة كبير الذكي والهادئ، الذي يخفي رفاقه - راهول وروهيت وتوني وشينا - عن الأنظار من خلال انتحال صفة عمال توصيل بيتزا.  خلال عملية سطو على مجمع باندرا كورلا، هربت العصابة، لكن أحد أعضائها أصيب، واستعاد جاي غنائمهم. بعد مواجهة مع كبير، واجه جاي تحديًا لإيقاف العصابة في عملية سطوهم التالية. على الرغم من التخطيط الدقيق، تفوقت العصابة على الشرطة مرة أخرى، لكن أحد أعضائها، روهيت، قُتل.
يشتبه جاي في خيانة علي عندما نجحت العصابة في الفرار خلال عملية سطو على حفل موسيقي. شعر جاي بخيبة أمل، وأنهى تحالفه واستقال من الشرطة. لاحقًا، جند كبير علي ليحل محل روهيت في العصابة. ومع ذلك، تم الكشف عن أن علي لا يزال يعمل مع جاي متخفيًا.
تنتقل العصابة إلى غوا لتنفيذ عملية سطو أخيرة على كازينو كبير ليلة رأس السنة. تنجح السرقة، لكنهم سرعان ما يدركون أنها فخ نصبه جاي. يهرب كبير مع الأعضاء المتبقين وشينا، التي يتبين لاحقًا أنها محتجزة كرهينة لدى علي. يهاجم كبير علي بعنف، لكن جاي يتدخل في الوقت المناسب.  في المطاردة الأخيرة، يُقصى جميع أفراد العصابة باستثناء كابير، الذي يُحاصر بلا مخرج، فيختار إنهاء حياته بالقفز من جرف إلى البحر.
ينتهي الفيلم باستئناف جاي وعلي لمحادثاتهما الودية، مُلمّحين إلى الرابطة التي نشأت بينهما خلال سير القضية.

## طاقم التمثيل
- أبهيشيك باتشان بدور جاي ديكسيت
- أوداي تشوبرا بدور علي أكبر خان
- جون أبراهام بدور كابير
- إيشا ديول بدور شينا
- ريمي سين بدور سويتي ديكست
- فريد أميري بدور طوني
- مهول بهوجاك بدور مانو
- روهيت تشوبرا بدور روهيت
- بالاش دوتا بدور تشوتو
- سانجاي كيني بدور مونا
- أجاي باندي بدور فينود
- عائشة رضا بدور سونينا
- يوسف حسين بدور مفوضاً للشرطة
- تاتا يونغ في ظهور أغنية "دووم دووم"

## إنتاج
كان أديتيا تشوبرا في البداية يفكر في مطاردات السيارات بدلاً من الدراجات، لكن سانجاي جادفي أقنعه بخلاف ذلك حيث يمكن رؤية وجوه راكبي الدراجات، وكان لديه شغف بالدراجات في شبابه.

## الموسيقى التصويرية
قام بريتام بتأليف أغاني دووم بينما قام سليم-سليمان بتأليف الموسيقى الأصلية. تم إصدار أغنية العنوان "Dhoom Dhoom" في نسخة معدلة من الأغنية بواسطة المغنية التايلاندية الأمريكية تاتا يونج. أثبتت الأغنية والفيديو الموسيقي الخاص بها الذي يظهر فيه تاتا يونج نجاحًا كبيرًا في الهند خلال عامي 2004 و2005. غنت الأغنية الأصلية سونيدهي تشوهان. تضمنت المسارات الأخرى في الموسيقى التصويرية "Dilbara" و"Shikdum" و"Salaame" التي غناها مغنون مثل كيه كيه وأبيجيت باتاتشاريا وشان وكونال جانجاوالا. كلمات الأغاني كتبها سمير. وفقًا لموقع التجارة الهندي شباك التذاكر الهند، مع بيع حوالي 2200000 وحدة، كان ألبوم الموسيقى التصويرية لهذا الفيلم هو ثالث أعلى ألبوم مبيعًا في العام.
| #  | عنوان                      | المدة |
| -- | -------------------------- | ----- |
| 1. | "دووم مشالي"               | 6:15  |
| 2. | "شيكدوم"                   | 5:27  |
| 3. | "ديلبارا"                  | 4:32  |
| 4. | "سلامي"                    | 5:17  |
| 5. | "شيكدوم" (The Bedroom Mix) | 4:19  |
| 6. | "ديلبرا" (Reprisal Edit)   | 4:36  |
| 7. | "دووم دووم"                | 3:21  |

## وصلات خارجية
- مقالات تستعمل روابط فنية بلا صلة مع ويكي بيانات